# Seznam slovenských hráčů v NHL v sezóně 1993/1994
Seznam slovenských hráčů v NHL v sezóně 1993/1994 uvádí slovenské hokejisty, kteří v této sezóně hráli za některý tým v kanadsko-americké NHL.

| Tým                 | Věk | Hráč              | Post | Počet zápasů ZČ | Branky ZČ | Asistence ZČ | Body ZČ | Počet zápasů v play off | Branky v play off | Asistence v play off | Body v play off |
| ------------------- | --- | ----------------- | ---- | --------------- | --------- | ------------ | ------- | ----------------------- | ----------------- | -------------------- | --------------- |
| Edmonton Oilers     | 24  | Zdeno Cíger       | F    | 84              | 22        | 35           | 57      | nehrál play off         |                   |                      |                 |
| Washington Capitals | 25  | Peter Bondra      | F    | 69              | 24        | 19           | 43      | 9                       | 2                 | 4                    | 6               |
| Boston Bruins       | 21  | Jozef Stümpel     | F    | 59              | 8         | 15           | 23      | 13                      | 1                 | 7                    | 8               |
| St. Louis Blues     | 37  | Peter Šťastný     | F    | 17              | 5         | 11           | 16      | 4                       | 0                 | 0                    | 0               |
| Hartford Whalers    | 20  | Róbert Petrovický | F    | 33              | 6         | 5            | 11      | Ne                      |                   |                      |                 |
| Ottawa Senators     | 19  | Pavol Demitra     | F    | 12              | 1         | 1            | 2       | Ne                      |                   |                      |                 |
| Chicago Blackhawks  | 21  | Ivan Droppa       | D    | 12              | 0         | 1            | 1       | Ne                      |                   |                      |                 |
| Pittsburgh Penguins | 23  | Ladislav Karabin  | F    | 9               | 0         | 0            | 0       | Ne                      |                   |                      |                 |
| New York Islanders  | 21  | Žigmund Pálffy    | F    | 5               | 0         | 0            | 0       | Ne                      |                   |                      |                 |
| Edmonton Oilers     | 19  | Jozef Čierný      | F    | 1               | 0         | 0            | 0       | Ne                      |                   |                      |                 |

- F = Útočník
- D = Obránce